# 杨浩 (南宋)
杨浩（?—?），北宋、南宋之际抗金领袖。
北宋和金朝联合攻打辽朝，北宋按约定获得了幽云十六州的幽州。杨浩最初担任为燕山县（今北京市城区）、潞县（今北京市通州区）巡检使。1127年（宋高宗建炎元年、金太宗天会五年）九月杨浩进入玉田（今河北省玉田县）山中，与北僧智和禅师举义兵抗金，有部众万人。其后不详。